# Draft 7.30
Draft 7.30 — седьмой студийный альбом британского электронного дуэта Autechre, выпущенный лейблом WARP в 2003 году.

## Об альбоме
В названии Draft 7.30 цифра 30 — это тридцатая отредактированная версия этого альбома. Обложка этого альбома была создана Алексом Раттерфордом, создателем клипа на композицию Gantz Graf с предыдущего EP группы. «Theme of Sudden Roundabout» имеет отсылки к Sudden, местечку в Rochdale, родном городе дуэта. «Reniform Puls» использовалась на телевидении в рекламе мобильного телефона LG U880.

### Особенности звучания
По словам самих музыкантов предыдущие альбомы были результатами новых компьютерных программ, Draft 7.30 же сделан программами известными, и в нём больше ручной работы. Кроме того, Autechre утверждают, что их музыка — как, впрочем, и всякая музыка — базируется на формальных законах математики и геометрии. Шон Бут сказал по этому поводу:

Существует традиционное деление на мелодию и ритм, для нас этой оппозиции нет. Всё базируется на колебаниях и повторениях этих колебаний. На этом базируется мельчайшая музыкальная единица — тон. С ритмом и гармонией — то же самое. Ритм — это повторение некоторого пассажа, гармония — повторение последовательности тонов. Подо всем лежит один и тот же принцип. И когда ты однажды познал этот принцип, ты можешь в рамках этой системы всё реализовать. Потому что всё это — одно и то же.

## Список композиций
| №                   | Название                     | Длительность |
| ------------------- | ---------------------------- | ------------ |
| 1.                  | «Xylin Room»                 | 6:09         |
| 2.                  | «IV VV IV VV VIII»           | 4:50         |
| 3.                  | «6IE.CR»                     | 5:38         |
| 4.                  | «Tapr»                       | 3:14         |
| 5.                  | «Surripere»                  | 11:23        |
| 6.                  | «Theme of Sudden Roundabout» | 4:51         |
| 7.                  | «VL AL 5»                    | 4:56         |
| 8.                  | «P.:NTIL»                    | 7:07         |
| 9.                  | «V-Proc»                     | 6:00         |
| 10.                 | «Reniform Puls»              | 8:38         |
| Общая длительность: | Общая длительность:          | 62:51        |